# Jemen op de Olympische Jeugdzomerspelen 2010
Jemen nam deel aan de Olympische Jeugdzomerspelen 2010 in Singapore, de eerste editie van de Olympische Jeugdspelen.

## Deelnemers en resultaten
(m) = mannen, (v) = vrouwen 

### Atletiek
| Olympiër            | Discipline         | Resultaat | Prestatie                                                   |
| ------------------- | ------------------ | --------- | ----------------------------------------------------------- |
| Mohammed Al-Dmaisi  | 400 m horden (m)   | 14e       | 1R serie 3: 55,91 (5e) C-finale: 1.11,66 (3e)               |
| Waleed Elayah       | 2000 m steeple (m) | 6e        | kwalificatie: 5.51,58 pr A-finale: 5.45,87 pr               |
|                     |                    |           |                                                             |
| Belges Sharaf Addin | 1000 m (v)         | 29e       | kwalificatie serie 2: 3.37,40 (12e) B-finale: 3.41,99 (12e) |

### Judo
| Olympiër                       | Discipline    | Resultaat | Prestatie |
| ------------------------------ | ------------- | --------- | --- |
| Abdulrahman Anter              | tot 55 kg (m) | 2e ronde  | 2R: verloor van ESP Pedro Rivadulla 2R herkansing: ITA Fabio Basile                                                   |
| Abdulrahman Anter (team Osaka) | gemengd team  | 2e ronde  | 1R: 5-3 team Barcelona won van IND Subash Yadav 2R: 4-4 team Belgrado (verloren op punten) won van MLT Jeremy Saywell |

### Zwemmen
| Olympiër     | Discipline    | Resultaat | Prestatie                |
| ------------ | ------------- | --------- | ------------------------ |
| Ammar Ghanim | 50 m rug (m)  | 15e       | HF serie 1: 37,56 (8e)   |
| Ammar Ghanim | 100 m rug (m) | dns       | 1R serie 1: niet gestart |

Afghanistan · Albanië · Algerije · Amerikaanse Maagdeneilanden · Amerikaans-Samoa · Andorra · Angola · Antigua en Barbuda · Argentinië · Armenië · Aruba · Australië · Azerbeidzjan · Bahama's · Bahrein · Bangladesh · Barbados · België · Belize · Benin · Bermuda · Bhutan · Bolivia · Bosnië en Herzegovina · Botswana · Brazilië · Britse Maagdeneilanden · Brunei · Bulgarije · Burkina Faso · Burundi · Cambodja · Canada · Centraal-Afrikaanse Republiek · Chili · China · Chinees Taipei · Colombia · Comoren · Congo-Brazzaville · Congo-Kinshasa · Cookeilanden · Costa Rica · Cuba · Cyprus · Denemarken · Djibouti · Dominica · Dominicaanse Republiek · Duitsland · Ecuador · Egypte · El Salvador · Equatoriaal-Guinea · Eritrea · Estland · Ethiopië · Fiji · Filipijnen · Finland · Frankrijk · Gabon · Gambia · Georgië · Ghana · Grenada · Griekenland · Groot-Brittannië · Guam · Guatemala · Guinee · Guinee‑Bissau · Guyana · Haïti · Honduras · Hongarije · Hongkong · Ierland · IJsland · India · Indonesië · Irak · Iran · Israël · Italië · Ivoorkust · Jamaica · Japan · Jemen · Jordanië · Kaaimaneilanden · Kaapverdië · Kameroen · Kazachstan · Kenia · Kirgizië · Kiribati · Koeweit · Kroatië · Laos · Lesotho · Letland · Libanon · Liberia · Libië · Liechtenstein · Litouwen · Luxemburg · Macedonië · Madagaskar · Malawi · Malediven · Maleisië · Mali · Malta · Marshalleilanden · Marokko · Mauritanië · Mauritius · Mexico · Micronesië · Moldavië · Monaco · Mongolië · Montenegro · Mozambique · Myanmar · Namibië · Nauru · Nederland · Nederlandse Antillen · Nepal · Nicaragua · Nieuw-Zeeland · Niger · Nigeria · Noord-Korea · Noorwegen · Oeganda · Oekraïne · Oezbekistan · Oman · Oostenrijk · Oost‑Timor · Pakistan · Palau · Palestina · Panama · Papoea-Nieuw-Guinea · Paraguay · Peru · Polen · Portugal · Puerto Rico · Qatar · Roemenië · Rusland · Rwanda · Saint Kitts en Nevis · Saint Lucia · Saint Vincent en Grenadines · Salomonseilanden · Samoa · San Marino · Sao Tomé en Principe · Saoedi-Arabië · Senegal · Servië · Seychellen · Sierra Leone · Singapore · Slovenië · Slowakije · Soedan · Somalië · Spanje · Sri Lanka · Suriname · Swaziland · Syrië · Tadzjikistan · Tanzania · Thailand · Togo · Tonga · Trinidad en Tobago · Tsjaad · Tsjechië · Tunesië · Turkije · Turkmenistan · Tuvalu · Uruguay · Vanuatu · Venezuela · Verenigde Arabische Emiraten · Verenigde Staten · Vietnam · Wit-Rusland · Zambia · Zimbabwe · Zuid-Afrika · Zuid-Korea · Zweden · Zwitserland